# Fondation pour le patrimoine historique des Chemins de fer fédéraux suisses

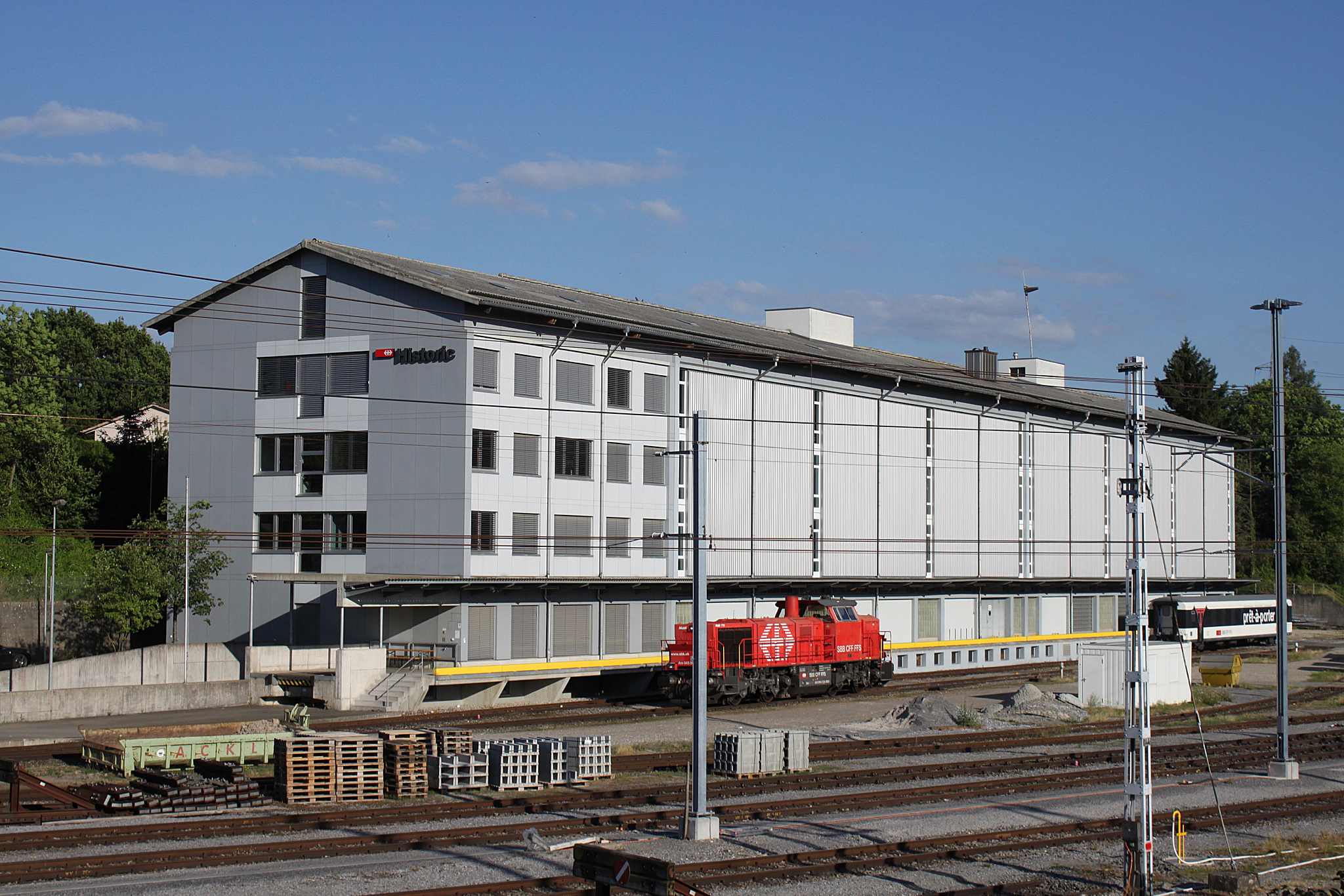
SBB Historic à Windisch

Affiche d'Emil Cardinaux 1928

La Fondation pour le patrimoine historique des CFF ou CFF Historic, appelée en allemand Stiftung Historisches Erbe der SBB ou plus simplement SBB Historic, est une fondation. L'établissement principal se trouve à Windisch, en Suisse. 
La fondation vise à recueillir des objets historiques conservés du transport ferroviaire en Suisse, et de préserver, ainsi des informations documentées. Elle est inscrite comme bien culturel d'importance nationale.
Au 1er mai 2023, Mario Werren, ancien directeur de Lémanis, reprend la direction de SBB Historic, à la suite de sa nomination par Le Conseil de fondation de la Fondation "Patrimoine historique des CFF" (SBB Historic). Il succède à Stefan Andermatt, qui prend sa retraite fin avril.

## Biens
À la fin de l’année 2015, la fondation possède 206 véhicules. Les véhicules en état de marche (exploités par la fondation ou prêtés à différentes associations) peuvent être loués. Une partie de la collection (souvent des véhicules hors service) est exposée au musée suisse des transports à Lucerne.

### Locomotives
La collection inclut, fin 2015, 14 locomotives à vapeur (dont un chasse-neige automoteur), 42 locomotives ou automotrices électriques, 2 locomotives thermiques et 32 locomotives de manœuvres, tracteurs et diverses.

#### Locomotives à vapeur
| Image                 | Type        | Numéro et nom    | CFF Historic | Lieu de stationnement | Remarques |
| --------------------- | ----------- | ---------------- | ------------ | --------------------- | --- |
|                       | A 3/5       | 705              | 1964         | Brugg                 | Châssis de la 776 et chaudière de la 739                                                                                |
|                       | B 3/4       | 1367             | 1989         | Brugg                 | Elle fut exposée au Musée suisse des transports jusqu'en 1995.                                                          |
|                       | C 5/6       | 2965 "Elefant"   |              |                       | Elle est exposée au musée suisse des transports et n'est plus exploitable.                                              |
|                       | C 5/6       | 2978 "Elefant"   | 1996         | Delémont              | Elle possède la chaudière de la 2956.                                                                                   |
|                       | D 1/3       | 1 "Limmat"       |              | Brugg                 | Elle fut reconstituée en 1947 d'après l'originale démontée en 1882.                                                     |
|                       | E 3/3       | 8481 "Tigerli"   |              | Buchs SG              | Elle est exposée et n'est plus exploitable.                                                                             |
|                       | E 3/3       | 8512 "Tigerli"   |              | Brugg                 | Révisée par Verein Dampfgruppe Zürich, auparavant remisée à Saint-Maurice                                               |
|                       | Eb 2/4      | 5469             | 1996         | Balsthal              | Elle est prêtée au groupe vapeur de l'OeBB.                                                                             |
|                       | Eb 3/5 (de) | 5811 "Habersack" |              | Glaris                | Elle est stockée et n'est plus exploitable.                                                                             |
|                       | Eb 3/5      | 5819 "Habersack" | 1975         | Brugg                 | |
|                       | Ec 2/5      | 28 "Genf"        |              | Lucerne               | Elle est exposée au musée suisse des transports.                                                                        |
|                       | Ed 2x2/2    | 196 "Mallet"     |              | Balsthal              | Elle est prêtée au groupe vapeur de l'OeBB.                                                                             |
|                       | CZm 1/2     | 31               | 1980         | Zurich                | Accidentée le 20 février 2016 à cause d'une collision avec un wagon marchandises, réparée et remise en service en 2017. |
| Chasse-neige à vapeur |             |                  |              |                       | |
|                       | Xrotm       | 100 GB           |              | Brugg                 | Longtemps exposé au Musée Suisse des Transports, remis en service par le Dampfgruppe Zürich en 2021.                    |

#### Locomotives électriques
| Image | Type                     | Numéro et nom      | CFF Historic | Stationnement        | Remarques                                                                                          |
| ----- | ------------------------ | ------------------ | ------------ | -------------------- | -------------------------------------------------------------------------------------------------- |
|       | Ae 3/5 "Petite Sécheron" | 10217              | 1977         | Olten                | |
|       | Ae 3/6I                  | 10650              |              | Glaris               | Elle n'est plus exploitable et sert pour les pièces de rechange.                                   |
|       | Ae 3/6I                  | 10664              | 2010         | Rapperswil           | |
|       | Ae 3/6I                  | 10700              | 1986         | St-Maurice           | En attente de révision                                                                             |
|       | Ae 3/6II                 | 10439              |              | Olten                | |
|       | Ae 3/6III "Sécheron"     | 10264              | 1982         | St-Maurice           | |
|       | Ae 4/7                   | 10905              | 1995         | Buchs                | |
|       | Ae 4/7                   | 10949              |              | Augsbourg, Allemagne | Elle est exposée et n'est plus exploitable.                                                        |
|       | Ae 4/7                   | 10976              | 1995         | St-Maurice           | |
|       | Ae 6/6                   | 11401 "Ticino"     |              | Horb, Allemagne      | Elle est exposée et n'est plus exploitable.                                                        |
|       | Ae 6/6                   | 11402 "Uri"        | 2007         | Erstfeld             | |
|       | Ae 6/6                   | 11407 "Aargau"     |              | Brugg                | Elle est prêtée à l'association Mikado.                                                            |
|       | Ae 6/6                   | 11411 "Zug"        |              | Erstfeld             | |
|       | Ae 6/6                   | 11421 "Graubünden" |              | Olten                | |
|       | Ae 6/6                   | 11425 "Genève"     |              | Olten                | |
|       | Ae 8/14                  | 11801              | 1984         | Erstfeld             | |
|       | Ae 8/14                  | 11852              | 1972         | Lucerne              | Elle est exposée au musée suisse des transports et n'est plus exploitable.                         |
|       | Be 4/6                   | 12320              | 1975         | Winterthur           | |
|       | Be 4/6                   | 12332              |              | Erstfeld             | En état d'exposition.                                                                              |
|       | Be 4/7 "Sécheron"        | 12504              | 1976         | Olten                | |
|       | Be 6/8II                 | 13254              |              | Lucerne              | Elle est exposée au musée suisse des transports et n'est plus exploitable.                         |
|       | Be 6/8III                | 13302              | 1976         | Rapperswil           | Elle est prêtée au "Betriebsgruppe 13302".                                                         |
|       | Ce 4/4                   | 2 "Eva"            |              | Lucerne              | Loc. Wettingen-Seebach. Elle est exposée au musée suisse des transports et n'est plus exploitable. |
|       | Ce 6/8I                  | 14201 "Grand-mère" |              | Erstfeld             | En état d'exposition.                                                                              |
|       | Ce 6/8II                 | 14253              | 1976         | Erstfeld             | |
|       | Ce 6/8II                 | 14270              |              | Oerlikon             | Exposée de 1982 à 2013 à Erstfeld, depuis juin 2020 à Oerlikon.                                    |
|       | Ce 6/8III                | 14305              | 1979         | Olten                | |
|       | Re 4/4I                  | 10001              | 1996         | Olten                | |
|       | Re 4/4I                  | 10044              | 1997         | Rapperswil           | |

#### Automotrices
| Image | Type       | Numéro  | CFF Historic | Stationnement | Remarques                                                                  |
| ----- | ---------- | ------- | ------------ | ------------- | -------------------------------------------------------------------------- |
|       | BDe 4/4    | 1643    | 1996         | Winterthur    |                                                                            |
|       | BDe 4/4    | 1646    |              | Erstfeld      |                                                                            |
|       | De 4/4     | 1679    | 1983         | Buchs         |                                                                            |
|       | Deh 4/6    | 120 011 |              | Meiringen     | Elle n'est plus exploitable.                                               |
|       | Deh 4/6    | 120 012 |              | Meiringen     | Elle n'est plus exploitable et sert pour les pièces de rechange.           |
|       | Deh 4/6    | 120 914 | 2008         | Meirigen      |                                                                            |
|       | Fe 4/4     | 18518   |              | Erstfeld      |                                                                            |
|       | RAe 2/4    | 1001    |              | Olten         |                                                                            |
|       | RAe 4/8    | 1021    |              |               |                                                                            |
|       | RAe TEE II | 1053    |              | Olten         |                                                                            |
|       | RBe 540    | 069     | 2013         | Olten         |                                                                            |
|       | RCe 2/4    | 203     |              | Lucerne       | Elle est exposée au musée suisse des transports et n'est plus exploitable. |

#### Locomotives diesel
| Image | Type           | Numéro | Mise en service | CFF Historic | Stationnement | Gestion     | Remarques |
| ----- | -------------- | ------ | --------------- | ------------ | ------------- | ----------- | --------- |
|       | Bm 4/4 II (de) | 18451  | 1939            | 1990         | Olten         | Team Zürich |           |

#### Locomotives de manœuvres, tracteurs et diverses
| Image          | Type            | Numéro     | Mise en service | Stationnement | Gestion | Remarques                                                               |
| -------------- | --------------- | ---------- | --------------- | ------------- | ------- | ----------------------------------------------------------------------- |
|                | Bm 4/4I         | 18425      | 1965            | Olten         |         |                                                                         |
|                | Dm              | 3367       |                 | Laufenburg    | DSF     |                                                                         |
|                | Dm              | 3654       |                 | Laufenburg    | DSF     |                                                                         |
|                | Dhm             | 3952       | 1942            | Lucerne       |         | Zentralbahn - Il est exposé au Musée suisse des transports.             |
|                | E 2/2           | 3 *Zephir" | 1874            | Delémont      |         |                                                                         |
|                | Ee 3/3          | 16388      | 1944            | Olten         |         |                                                                         |
|                | Ta              | 969        | 1918            | Windisch      |         | Exposé devant le siège de CFF Historic à Windisch                       |
|                | Ta              | 970        | 1924            | Olten         |         |                                                                         |
|                | Ta              | 971        | 1927            | Lucerne       |         | Il est exposé au musée suisse des transports et n'est plus exploitable. |
|                | Ta              | 972        | 1914            | Olten         |         |                                                                         |
|                | Ta              | 251 003    | 1987            | Olten         |         |                                                                         |
|                | Ta              | 251 966    | 1987            | Olten         |         |                                                                         |
|                | TeIII           | 177        | 1965            | Olten         |         |                                                                         |
|                | TemI            | 475        | 1964            | Delémont      |         |                                                                         |
|                | TemI            | 480        | 1964            | St-Maurice    |         |                                                                         |
|                | TemII           | 277        | 1967            | Erstfeld      |         |                                                                         |
| Tem II 291 CFF | TemII           | 291        | 1967            | Olten         |         |                                                                         |
|                | TemIII          | 351        | 1960            | Winterthur    |         |                                                                         |
|                | Tm              | 464        | 1931            | Lucerne       |         | Il est exposé au musée suisse des transports et n'est plus exploitable. |
|                | TmII            | 611        | 1956            | Olten         |         |                                                                         |
|                | TmIII           | 9574       | 1980            | Delémont      |         |                                                                         |
|                | TmIV            | 8785       | 1976            | Erstfeld      |         |                                                                         |
|                | Draisine à main |            |                 | Laufenburg    |         |                                                                         |
|                | Draisine à main |            |                 | Olten         |         |                                                                         |
|                | Draisine à main | 617        |                 | Delémont      |         |                                                                         |
|                | Draisine à main | JLB/Brünig |                 | Lucerne       |         | Elle est exposée au musée suisse des transports.                        |

### Voitures et wagons
La fondation possède également 116 voitures historiques et wagons de différentes époques, qui sont exploitées conjointement avec les unités de traction des compositions historiques.

### Objets
En plus du matériel roulant, d’autres objets de l'histoire des CFF sont collectionnés, par exemple, une collection de lanternes de chemin de fer. Mais également des instruments de précision qui ont servi à la construction du tunnel ferroviaire du Saint-Gothard. De plus, la fondation possède plusieurs écussons de machines CFF (Ae 6/6).

Photo de ca 1889, Göschenen

### Infothèque
Les archives historiques des CFF, regroupées dans une infothèque, comprennent des écrits, des dessins, des documents ainsi que des archives visuelles telles que des films, des vidéos et des affiches. Elle est accessible au public et se trouve à Windisch. De plus, une partie croissante des différents documents est mise à disposition sur Wikimedia Commons.